# Zawady (powiat grójecki)
Zawady – wieś sołecka w Polsce położona w województwie mazowieckim, w powiecie grójeckim, w gminie Chynów.
1384 – wieś należy do rodziny Zawiszów i parafii Drwalew.
Wieś szlachecka położona była w drugiej połowie XVI wieku w powiecie grójeckim ziemi czerskiej województwa mazowieckiego.
1603 - dziesięcina kmieca ze wsi należy do wikarego z Drwalewa.
W latach 1975–1998 miejscowość administracyjnie należała do województwa radomskiego.